# Siecie (stacja kolejowa)
Siecie – zlikwidowana stacja kolejowa w Sieciu w województwie pomorskim, w Polsce. Przez stację przechodziła rozebrana w 1945 roku normalnotorowa linia do Siecia-Wierzchocina. Została zlikwidowana w kwietniu 1945 roku.